# 森本元子
森本 元子（もりもと もとこ、1912年7月30日 - 1992年12月17日）は、日本の国文学者。

## 人物
東京市下谷区出まれ。明治天皇崩御の日に生まれ、同日大正元年とされたため、元子と命名された。1934年、東京女子高等師範学校（現お茶の水女子大学）卒。在学中、創立された紫式部学会に入会、池田亀鑑に師事する。また短歌結社「からまつ」に入り、アララギの相沢正一に師事。卒業後、長崎県女子師範学校、神奈川県女子師範などで教える。戦後、1947年、歌集『朝かげ』を上梓、1948年、母校の附属高等女学校教師。1950年、エドワード・サイデンステッカーより『蜻蛉日記』の英訳について相談を受ける。和歌文学、日記文学専攻。1970年より相模女子大学教授を務め、NHKラジオの古典文学講座なども担当した。1980年、「私家集と新古今集」で日本大学より文学博士の学位を取得。関根慶子と並び、戦後の女性研究者の先駆的存在であった。墓所は多磨霊園。

## 著作

### 単著
- 朝かげ からまつ発行所, 1947
- 私家集の研究 明治書院, 1966
- 私家集と新古今集 明治書院, 1974
- 俊成卿女の研究 桜楓社, 1976
- 二条院讃岐とその周辺 笠間書院, 1984
- 私家集の女流たち 現し身の恋 教育出版センター, 1985
- 古典文学論考 枕草子和歌日記 新典社, 1989

### 校注等
- 小侍従集・二条院讃岐集 古典文庫, 1958
- 俊成卿女全歌索引 武蔵野書院, 1977
- 讃岐典侍日記全訳注 講談社学術文庫, 1977
- 十六夜日記・夜の鶴 阿仏尼 講談社学術文庫, 1979
- 定頼集全釈 風間書房, 1989
- 殷富門院大輔集全釈 風間書房, 1993

## 記念論集
- 和歌文学新論 明治書院, 1982